# Turup Sogn
Turup Sogn ist eine Kirchspielsgemeinde (dän.: Sogn)
auf der Insel Fyn (dt.: Fünen)
im südlichen Dänemark. Bis 1970 gehörte sie zur Harde Båg Herred im damaligen Odense Amt, danach zur Assens Kommune im
Fyns Amt, die im Zuge der  Kommunalreform zum 1. Januar 2007 in der
„neuen“
Assens Kommune in der Region Syddanmark aufgegangen ist.
Im Kirchspiel leben 511 Einwohner, davon 319 im Kirchdorf (Stand: 1. Januar 2023).
Im Kirchspiel liegt die Kirche „Turup Kirke“.
Nachbargemeinden sind im Norden Barløse Sogn, im Osten Vedtofte Sogn, im Südosten Søllested Sogn, im Süden Gamtofte Sogn und im Westen Holevad Sogn.